# 生島半六
生島 半六（いくしま はんろく、生年不明 - 宝永元年4月3日〈1704年5月6日〉）は、江戸時代中期の歌舞伎役者。初代市川團十郎を刺殺したことで知られている。

## 生涯
生年及び出身地は不明。初代竹島幸左衛門、のち生島新五郎の弟子となった。初名は杉山半六。実事と丹前に優れ、江戸市村座の頭取となった。
元禄17年2月19日（1704年3月24日）、初代團十郎が『移徙十二段（わたましじゅうにだん）』の佐藤忠信役で大見得に極っている最中に、楽屋から突然壇上に上がり、隠し持っていた刀で團十郎の脇腹を刺して絶命させた。半六は自分の息子が虐待を受けたことで團十郎を恨んでいたとも言われるが、明確な証拠はなく、この事件の真相は現在も不明である。直ぐさま半六は取り押さえられ、投獄された。そして事件から僅か1か月半後の4月3日に獄死した（自殺説もある）。

## 演じた役
- 澤村宗十郎 (7代目) - 舞台『市川團十郎』（1914年）
- 尾上菊蔵 (5代目) - 舞台『市川團十郎』（1929年）
- 坂東八十助 (5代目) - 『花道は炎のごとく』（1985年3月28日。日本テレビ系列。木曜ゴールデンドラマ枠で放送され、十二代目 市川團十郎襲名記念ドラマとして作成された[3]。）